# Jan IV van Auschwitz
Jan IV van Auschwitz (circa 1426/1430 – tussen 28 oktober 1495 en 21 februari 1497) was van 1434 tot 1457 hertog van Auschwitz en van 1465 tot 1482 hertog van Gleiwitz. Hij behoorde tot de Silezische tak van het huis Piasten.

## Levensloop
Jan IV was de derde en jongste zoon van hertog Casimir I van Auschwitz en diens echtgenote Anna, dochter van hertog Hendrik VIII van Glogau.
Na de dood van zijn vader in 1434 werd hij samen met zijn oudere broers Wenceslaus I en Przemysław hertog van Auschwitz. In 1445 beslisten ze hun gebieden onderling te verdelen: Wenceslaus I kreeg het hertogdom Zator, Przemysław het hertogdom Tost en het hertogdom Gleiwitz en Jan IV behield de overgebleven delen van het hertogdom Auschwitz.
Bij de oorlog om de Boheemse troonopvolging na de dood van koning Sigismund in 1437 tussen de verkozen Albrecht II van Habsburg en Casimir IV Jagiello, de broer van koning Wladislaus III van Polen, verwoestte een Pools leger Opper-Silezische gebieden in de hoop om de Silezische vorsten te dwingen om Casimir IV te aanvaarden als koning van Bohemen. Vervolgens verklaarde zijn oudste broer Wenceslaus I zich bereid om in naam van zichzelf en zijn jongere broers Casimir IV te erkennen als Boheems koning, maar in november 1438 huldigden alle Silezische hertogen in Breslau Albrecht II van Habsburg als koning van Bohemen.
Nadat Albrecht II in 1439 gestorven was, flakkerde de strijd om de Boheemse troonsopvolging weer op. De strijd werd gevoerd door koning Wladislaus III van Polen tegen Albrechts weduwe Elisabeth van Luxemburg en haar in 1440 geboren zoon Ladislaus Posthumus. Aanvankelijk steunden Jan IV, Wenceslaus en Przemysław, Wenceslaus Elisabeth, maar nadat Poolse troepen een burcht en de stad Zator ingenomen hadden, kozen de broers de zijde van Wladislaus III. In 1447 huldigde zijn broer Wenceslaus koning Wenceslaus III van Polen als leenheer van het hertogdom Zator, waardoor die vanaf dan vazal van de Poolse kroon was.
In 1443 verkocht hertog Wenceslaus I van Teschen zonder de toestemming van Jan IV en zijn broers het hertogdom Siewierz aan de bisschop van Krakau, wat tot een conflict de bisschop en de drie broers leidde. In 1447 werd het conflict in Krakau bijgelegd.
Omdat Jan IV in zijn gebieden overvallen op doorreizende Poolse kooplui duldde en enkele rooftochten in Klein-Polen organiseerde die bijna tot aan de stad Krakau reikten, kwam het tot een jarenlang conflict met koning Casimir IV van Polen. In 1453 vielen Poolse troepen het hertogdom Auschwitz binnen en werd de stad Auschwitz belegerd. Dit was waarschijnlijk de reden om de adel in Auschwitz een eed van trouw aflegde aan de Poolse koning. In 1454 werd Jan IV door koning Casimir IV van Polen gedwongen om zijn hertogdom aan hem te verkopen, wat twee jaar later van kracht werd. Officieel was Auschwitz leengebied van het koninkrijk Bohemen en het was pas in mei 1462 dat de Boheemse koning George van Podiebrad de verkoop van het hertogdom Auschwitz aan Polen goedkeurde. Na het betalen van 50.000 mark kreeg Jan IV in 1465 van zijn broer Przemysław het hertogdom Gleiwitz toegewezen. In 1466 verwierf hij van de bisschop van Breslau het bisschoppelijk district Ujest, dat voorheen in handen was van de hertogen van Opole en zijn broer Przemysław in 1463 als bruidsschat van zijn schoonvader Nicolaas I van Opole had gekregen.
Na de dood van de Boheemse koning George van Podiebrad in 1471 ondersteunden Jan IV en Przemysław de verkiezing van Wladislaus II Jagiello. Eind juli 1471 begeleidden de broers samen met andere Silezische vorsten Wladislaus II van Krakau naar Praag, waar Wladislaus tot koning van Bohemen werd gekroond. Omdat zowel het Hertogdom Opole als Moravië tegenkoning Matthias Corvinus ondersteunden, moest het gezelschap via Auschwitz, Troppau, Nysa en Glatz naar Bohemen reizen. Vervolgens werden Przemysław en Jan IV bestreden door Matthias Corvinus. Zo werd Jan bij een ontmoeting van Matthias Corvinus in Ratibor op 27 februari 1475 gearresteerd en gevangengezet en pas vrijgelaten nadat hij de helft van het hertogdom Gleiwitz had afgestaan. Uiteindelijk huldigden Jan IV en zijn broer Przemysław in 1479 Matthias Corvinus als koning van Bohemen. Vermoedelijk was het onder de druk van Corvinus dat Jan IV in 1482 ook de tweede helft van Gleiwitz verkocht, ditmaal aan de Landeshauptmann van Opper-Silezië, Jan Bjelik van Kornitz, die eerder van Matthias Corvinus ook de eerste helft van Gleiwitz had gekregen.
Na de dood van haar broer Jan IV de Oudere in 1483 kreeg Jans echtgenote Barbara van Matthias Corvinus de garantie dat ze het hertogdom Jägerndorf na diens dood zou terugkrijgen, nadat Corvinus het hertogdom Jägerndorf van Jan had afgenomen. Vermoedelijk kreeg ze na Corvinus' dood in 1490 effectief het hertogdom Jägerndorf, maar werd het hertogdom in 1491 door koning Wladislaus II van Bohemen aan zijn kanselier Jan van Schellenberg overgedragen. Omdat Helena, de dochter van Jan IV van Barbara, later met diens zoon George van Schellenberg huwde, kwam het hertogdom Jägerndorf alsnog terug in de familie.
Jan IV stierf tussen 1495 en 1497; zijn precieze sterfdatum en begraafplaats zijn onbekend. Vermoedelijk bracht hij zijn laatste levensjaren door bij zijn dochter in Jägerndorf.

## Huwelijken en nakomelingen
Op 30 december 1465 huwde Jan met zijn eerste echtgenote Catharina, wier afkomst onbekend gebleven is. Het huwelijk bleef kinderloos.
Rond 1475 huwde hij met zijn tweede echtgenote Barbara (1445-1510), dochter van hertog Nicolaas V van Jägerndorf. Ze kregen een dochter:
- Helena (1478/1480-1524), huwde in 1492 met baron George van Schellenberg, hertog van Jägerndorf.